# Kleinerdlingen
Kleinerdlingen (Rieser Schwäbisch Kloierle) ist ein Gemeindeteil der Großen Kreisstadt Nördlingen im schwäbischen Landkreis Donau-Ries in Bayern.

## Geographie
Das Pfarrdorf hat 656 Einwohner (Stand: 3. Januar 2022) und liegt auf einer Höhe von 443 m ü. NHN am Rand des Nördlinger Ries. Das Siedlungsgebiet grenzt beinahe an das der Stadt Nördlingen.

## Geschichte
Ursprünglich hieß der Ort Erningen, nach einem Alemannen Erin. Später wurde es zu Erlingen, dann zu Erdlingen, bis es seinen heutigen Namen Kleinerdlingen erhielt. In der 2. Hälfte des 18. Jahrhunderts taucht der Ort auf Karten und in Kirchenbüchern auch mit dem Namen Klein-Nördlingen auf. Erstmals erwähnt wurde es 1250 durch den Kauf beziehungsweise Eventualerbschaft eines Hofes von Konrad v. Höchstädt.
Im Jahre 1271 wurde es in einem Kaufbrief an das Kloster Zimmern erwähnt.
Kleinerdlingen wird bereits in der ersten Hälfte des 13. Jahrhunderts als Kommende des Johanniterordens erwähnt. 1250 bezeugt Bruder Friedrich eine Hürnheimer Urkunde, der erste Komtur ist 1273 bekannt.
Am 1. Juli 1972 wurde die bis dahin selbstständige Gemeinde in die Stadt Nördlingen eingegliedert.

## Baudenkmäler
Die Pfarrkirche St. Johannes Baptist wurde 1824 im Auftrag von König Max Joseph I. im klassizistischen Stil errichtet, mit einem halbrunden Chor mit Halbkuppel als Chorabschluss. Das Schloss Kleinerdlingen ist ein ehemaliges Johanniterschloss.

## Persönlichkeiten
- Johannes von Wernau, Komtur des Malteser Ordens in der Kommende Kleinerdlingen, dargestellt auf dem Kleinerdlinger Altar von 1516 aus der Werkstatt von Hans Schäufelin.[5]
- Johann Friedrich Hund von Saulheim († 1635), seit 1612 deutscher Johanniter-Großprior und Reichsfürst von Heitersheim. Er amtierte 1600 als hiesiger Johanniter-Komtur und es gelang ihm die Wiedereinführung des katholischen Bekenntnisses.[6]
- Marx Michael Kohn (1826–1888), Rabbiner
- Max Koppel (1840–1917), Unternehmer, Syenit-, Granit- und Marmor-Werke Max Koppel & Söhne
- Pinchas Kohn (1867–1941), Rabbiner